# Eudorylas oshimaensis
Eudorylas oshimaensis är en tvåvingeart som beskrevs av Morakote och Kôji Yano 1990. Eudorylas oshimaensis ingår i släktet Eudorylas och familjen ögonflugor. Inga underarter finns listade i Catalogue of Life.